# Wickmanite
La wickmanite (simbolo IMA: Wm) è un minerale del supergruppo della perovskite, all'interno del quale viene collocato nel gruppo delle perovskiti non stechiometriche e da lì al sottogruppo della schoenfliesite; appartiene alla famiglia minerale degli "ossidi e idrossidi" e possiede composizione chimica Mn2+Sn4+(OH)6.
La wickmanite è un dimorfo della tetrawickmanite.

## Etimologia e storia
La wickmanite è stata chiamata in questo modo in onore di Frans Erik Wickman (1915 - 2003), mineralogista svedese. Ha dato molti contributi sulla mineralogia di Långban, la località tipo della wickmanite.

## Classificazione
Nella classica nona edizione della sistematica dei minerali di Strunz, aggiornata dall'Associazione Mineralogica Internazionale (IMA) nel 2009, elenca la wickmanite nella classe "4. Ossidi (idrossidi, V[5,6] vanadati, arseniti, antimoniti, bismutiti, solfiti, seleniti, telluriti, iodati)" e nella sottoclasse "4.F Idrossidi (senza V od U)"; questa viene ulteriormente suddivisa in base alla struttura del minerale, in modo tale da trovare la wickmanite nella sezione "4.FC Idrossidi con OH, senza H2O; ottaedri che condividono un vertice" dove insieme a burtite, mushistonite, schoenfliesite, vismirnovite e natanite forma il sistema nº 4.FC.10.
Tale classificazione rimane invariata anche nell'edizione successiva, proseguita dal database "mindat.org" e chiamata Classificazione Strunz-mindat.
Nella Sistematica dei lapis (Lapis-Systematik) di Stefan Weiß la wickmanite si trova nella classe degli "ossidi" e da lì nella sottoclasse degli "idrossidi e idrati ossidici (ossidi contenenti acqua con struttura stratificata)" dove forma il "gruppo della schoenfliesite" insieme a schoenfliesite, burtite, natanite, mushistonite e vismirnovite con il sistema nº IV/F.16.
Anche nella classificazione dei minerali secondo Dana, usata principalmente nel mondo anglosassone, la wickmanite viene elencata nella famiglia degli "ossidi e idrossidi" dove si trova nella classe degli "idrossidi e ossidi contenenti idrossidi con gruppi (OH)3 o (OH)6"; qui forma il "gruppo della wickmanite" (cubico o trigonale, con cationi 2+ e Sn)" con il numero di sistema 06.03.06 con natanite, schoenfliesite, mushistonite, vismirnovite e burtite.

## Abito cristallino
La wickmanite cristallizza nel sistema cubico con il gruppo spaziale Pn3m con la costante di reticolo a = 7,8744 Å, oltre ad avere 4 unità di misura per cella unitaria.

## Origine e giacitura
A seconda del luogo di ritrovamento, la wickmanite è stata trovata come un raro minerale di bassa temperatura in fase avanzata in minerali di magnetite e skarn di biotite, di mangano-richterite o di jacobsite in un aggregato di ferro–manganese metamorfizzato (per campioni provenienti dalla miniera di "Långban", in Svezia), oppure in pegmatiti di sienite di nefelina (per campioni trovati a Tvedalen, Norvegia), oppure in depositi minerali idrotermali in skarn di granato alterato (per campioni trovati nel Pitkjarntskij rajon, Russia).
I siti di ritrovamento per la wickmanite sono: Boží Dar (Repubblica Ceca); a St Just-in-Penwith (Cornovaglia, Inghilterra); Hedrum e Tvedalen nel Vestfold e Porsgrunn nel Telemark (Norvegia); nelle contee svedesi di Västerbotten, di Stoccolma e di Värmland; in quest'ultima si trova la miniera di "Långban", località tipo del minerale.
Fuori dall'Europa la wickmanite è stata rinvenuta nei seguenti siti: Llallagua e Colquechaca (Bolivia); nelle municipalità di Aquiles Serdán e di Sombrerete (Messico); le contee di Cleveland e di Juab (Stati Uniti); la miniera "Tanco" nel Manitoba (Canada); a Luina (in Tasmania, Australia).

## Forma in cui si presenta in natura
La wickmanite forma di solito cristalli ottaedrici di dimensioni fino a 4 mm. La lucentezza va da vitrea a resinosa e il colore del minerale è giallo brunastro, ma anche rosa o giallo; il colore del suo striscio è bianco.